# Club de Yates Golden Gate

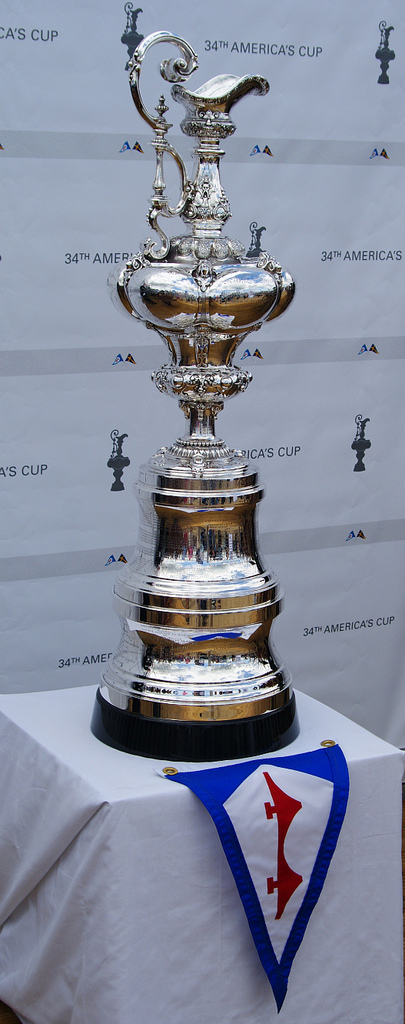
La Copa América con la grímpola del GGYC.

El Club de Yates Golden Gate (GGYC, iniciales de su nombre en idioma inglés, Golden Gate Yacht Club) es un club náutico privado situado en el West Yacht Basin de la Marina de San Francisco (California), Estados Unidos, a unas 1,8 millas náuticas del Puente Golden Gate. Exactamente, se encuentra en la latitud 37°48′ N, longitud 122°24′ O.

## Historia
El club sufrió su crisis más grave el 17 de octubre de 1989, cuando sus instalaciones fueron severamente dañadas durante el terremoto de Loma Prieta, que asoló el Área de la Bahía de San Francisco. Gracias al enorme esfuerzo de los socios, pudo ser reconstruido y es en la actualidad uno de los clubes punteros en California.

## Escuela de vela
Destaca su Escuela de Vela, que es un vivero de importantes regatistas. Desde 2003 viene desarrollando un programa de iniciación a la Vela con los colegios de educación secundaria de San Francisco que ha obtenido un éxito rotundo.

## Competición
El club participó en las eliminatorias previas para disputar las ediciones de Copa América de 2003 y de 2007 con su equipo Oracle Challenge. En la edición de 2010 fue el desafiante de referencia (Challenger of Record en inglés), tras haber ganado el juicio planteado ante el Tribunal Supremo del Estado de Nueva York contra la Sociedad Náutica de Ginebra y el Club Náutico Español de Vela. Venció por 2-0 al club defensor, la Sociedad Náutica de Ginebra, recuperando la Copa para los Estados Unidos. En la edición de 2013 defendió la Copa con éxito al vencer al aspirante, el Real Escuadrón de Yates de Nueva Zelanda, pero perdió la siguiente defensa, en la edición de 2017, precisamente ante el Real Escuadrón de Yates de Nueva Zelanda.